# Хархуугийн Энх-Амар
Хархуугийн Энх-Амар (род. 5 августа 1992, Ховд) — монгольский боксёр-любитель, представитель легчайшей и наилегчайшей весовых категорий. Член национальной сборной Монголии по боксу с 2013 года, участник Олимпийских игр (2016), чемпион Азии (2021), бронзовый призёр чемпионата Азии (2019), серебряный призёр Всемирных военных игр (2019), серебряный призёр чемпионата мира среди военнослужащих (2021), чемпион Универсиады (2013), многократный победитель и призёр международных и национальных турниров в любителях.

## Биография
Родился 5 августа 1992 года в городе Ховд, Монголия.
Занимался боксом в Улан-Баторе в спортивном комитете Алдар.
Первого серьёзного успеха на взрослом международном уровне добился в сезоне 2013 года, когда вошёл в состав монгольской национальной сборной и побывал на летней Универсиаде в Казани, откуда привёз награду золотого достоинства, выигранную в наилегчайшей весовой категории — взял здесь верх над всеми соперниками по турнирной сетке, в том числе над действующим чемпионом мира, россиянином Мишей Алояном, в финале.
В 2016 году одержал победу на Кубке химии в Галле и на Гран-при Усти в Чехии. На Олимпийском квалификационном турнире Азии и Океании в Цяньане остановился в четвертьфинале, тогда как на Всемирной олимпийской квалификации в Баку сумел дойти до полуфинала, проиграв только американцу Антонио Варгасу — тем самым удостоился права защищать честь страны на летних Олимпийских играх в Рио-де-Жанейро. На Играх, однако, уже в стартовом поединке категории до 52 кг единогласным решением судей потерпел поражение от мексиканца Элиаса Эмигдио и сразу же выбыл из борьбы за медали.
После Олимпиады в Рио-де-Жанейро Хархуугийн Энх-Амар остался в составе монгольской национальной сборной и продолжил принимать участие в крупнейших международных турнирах. Так, в 2017 году в легчайшем весе он стал серебряным призёром чемпионата Монголии, взял бронзу на домашнем международном турнире в Улан-Баторе.
В 2018 году стал серебряным призёром Открытого чемпионата Индии в Дели, выиграл Мемориал братьев Азиевых в Киргизии, был лучшим на международных турнирах в Улан-Баторе и Бангкоке. На Азиатских играх в Джакарте дошёл до четвертьфинала, уступив представителю Узбекистана Миразизбеку Мирзахалилову.
В апреле 2019 года завоевал бронзовую медаль на чемпионате Азии в Бангкоке.
В октябре 2019 года, в Ухане (КНР) стал серебряным призёром Всемирных военных игр, в весовой категории до 56 кг, в финале проиграв российскому боксёру Овику Оганнисяну.
В мае 2021 года завоевал золотую медаль на чемпионате Азии в Дубае, в финале одолел действующего чемпиона мира Миразизбека Мирзахалилова.
В конце сентября 2021 года стал серебряным призёром на 58-м чемпионате мира среди военнослужащих в Москве (Россия) проведённого под эгидой Международного совета военного спорта, в финале раздельным решением судей (4:0) опять проиграв россиянину Овику Оганнисяну.